# Panaspis megalurus
Espèce
Synonymes
- Ablepharus megalurus Nieden, 1913

Panaspis megalurus est une espèce de sauriens de la famille des Scincidae.

## Répartition
Cette espèce est endémique du Centre de la Tanzanie.

## Publication originale
- Nieden, 1913 : Neues Verzeichnis der Kriechtiere (außer den Schlangen) von Deutsch-Ostafrika, I. Teil: Reptilia. Mitteilungen aus dem Zoologischen Museum in Berlin, vol. 7, no 1, p. 51-100 (texte intégral).